# 希俄斯专区
希俄斯专区（希臘語：Περιφερειακή ενότητα Χίου），是希腊北愛琴大區的一个专区。首府为希俄斯镇。专区面积为904平方公里，2011年人口数量为52,674人。此专区包括位于爱琴海中的希俄斯岛、伊努塞斯島、普薩拉島和其他一些无人居住的小岛（包括安迪普薩拉島）。

## 行政
在2011年卡利克拉提斯改革方案中，希腊所有州份被取消。原希俄斯州作为整体设立为希俄斯专区。希俄斯专区下分为3个市镇（括号内为地图中的数字）：
- 希俄斯（1）
- 伊努塞斯（2）
- 普萨拉（3）